# Le Temple du démon
Pour plus de détails, voir Fiche technique et Distribution.
Le Temple du démon (鬼の棲む舘, Oni no sumu yakata) est un film japonais réalisé par Kenji Misumi et sorti en 1969.

## Synopsis
Un temple abandonné dans les montagnes à l'extérieur de l'ancienne capitale Kyoto, dévastée par la guerre et les révoltes durant l'époque Nanboku-chō, est le théâtre d'une rencontre funeste entre un prêtre itinérant, Taro un samouraï déchu, sa maîtresse et la femme qu'il a abandonnée et qui est venu le retrouver.

## Fiche technique
- Titre : Le Temple du démon[1]
- Titre original : 鬼の棲む舘 (Oni no sumu yakata?)
- Réalisation : Kenji Misumi
- Scénario : Kaneto Shindō, d'après un roman de Jun'ichirō Tanizaki
- Photographie : Kazuo Miyagawa
- Musique : Akira Ifukube
- Décors : Akira Naitō (ja)
- Montage : Kanji Suganuma (ja)
- Producteur : Masaichi Nagata
- Société de production : Daiei
- Pays de production :  Japon
- Langue originale : japonais
- Format : couleur — 2,35:1 — 35 mm — son mono (Westrex Recording System)
- Genres : Drame ; jidai-geki
- Durée : 76 minutes[2] (métrage : sept bobines - 2 081 m[2])
- Dates de sortie :
  - Japon : 31 mai 1969[2]

## Distribution
- Shintarō Katsu : Mumyo Taro
- Hideko Takamine : Kaede
- Michiyo Aratama : Aizen
- Kei Satō : le prêtre itinérant
- Ryūtarō Gomi (ja) : le commandant militaire
- Gen Kimura (ja) : le lieutenant
- Saburō Date (ja) : un soldat
- Yūtarō Ban (ja) : un soldat

## Autour du film
Le Temple du démon est l'un des films les plus étonnants de Kenji Misumi, triangle amoureux retors, et huis clos claustrophobe, magnifié par la lumière du chef opérateur Kazuo Miyagawa. Shintarō Katsu délivre ici l'une de ses performances les plus folles, quand Michiyo Aratama dessine l'un des personnages féminins les plus forts et dérangeants du cinéma japonais d'après-guerre.